# Hôtel d'Alauzier-Guilhermier
Ne doit pas être confondu avec l'Hôtel d'Alauzier de Bollène.
L'hôtel d'Alauzier-Guilhermier est un hôtel particulier à Bollène, dans le département de Vaucluse. 

## Historique
En 1979, l'ensemble de l'hôtel est inscrit au titre des monuments historiques.

## Description
L'hôtel d'Alauzier-Guilhermier comprend notamment un escalier à balustres de pierre avec son plafond de gypseries. Au premier étage, une chambre a conservée son plafond à la française, et son trumeau au dessus de la cheminée.  

## En savoir plus